# Norbert Schappacher
Norbert Schappacher (Essen, 8 de outubro de 1950) é um matemático alemão.

## Vida e obra
Schappacher frequentou o Burggymnasium Essen e estudou a partir de 1969 na Universidade de Bonn com Günter Harder e Friedrich Hirzebruch, entre outros. Após o Vordiplom estudou em 1971 na Universidade de Göttingen (entre outros com Hans Grauert, Ulrich Stuhler e Martin Kneser) e em 1974/1975 na Universidade da Califórnia em Berkeley (entre outros com Tsit Yuen Lam e Robin Hartshorne). Após obter o Diploma em 1975 foi assistente em Göttingen, onde obteve em 1978 um doutorado, orientado por Martin Kneser, com a tese Eine diophantische Invariante von Singularitäten über nichtarchimedischen Körpern. De 1979 a 1981 esteve na Universidade Paris-Sul em Orsay com John Coates e em 1983/1984 no Instituto Max Planck de Matemática (MPI) em Bonn com Günter Harder. Em 1985 foi Professeur Associé na Universidade Paris-Sul, obtendo em 1986 na Universidade de Göttingen a habilitação (Periods of Hecke operators). Em 1986 esteve no Mathematical Sciences Research Institute (MSRI) em Berkeley, sendo depois novamente Professeur Associé em Orsay e de 1987 a 1991 bolsista Heisenberg no MPI em Bonn. Em 1990 esteve no Instituto de Estudos Avançados de Princeton e foi a partir de 1991 Professor na Universidade de Estrasburgo. Em 2001 foi Professor na Universidade Técnica de Darmstadt, e a partir de 2004 novamente na Universidade de Estrasburgo. Esteve como pesquisador visitante dentre outros no Tata Institute of Fundamental Research em Bombaim, Göttingen (Gauß-Professur 2007 e membro do Lichtenberg-Kolleg 2011/2012) e no Instituto Isaac Newton em Cambridge.
É membro correspondente da Academia de Ciências de Göttingen.

## Obras
- com Michael Rapoport, Peter Schneider (Eds.): Beilinson’s conjectures on special values of L-functions, Academic Press, Boston 1988, ISBN 0-12-581120-9 (Oberwolfach-Tagung; Perspectives in Mathematics 4)
- Periods of Hecke characters, Springer-Verlag, Berlin 1988, ISBN 3-540-18915-7 (Lecture Notes in Mathematics 1301)
- com Martin Kneser: Fachverband – Institut – Staat. Streiflichter auf das Verhältnis von Mathematik zu Gesellschaft und Politik in Deutschland seit 1890 unter besonderer Berücksichtigung der Zeit des Nationalsozialismus. In: Gerd Fischer, Friedrich Hirzebruch, Winfried Scharlau, Willi Törnig (Eds.): Ein Jahrhundert Mathematik 1890-1990. Festschrift zum Jubiläum der DMV. Vieweg, Braunschweig 1990, ISBN 3-528-06326-2 (Dokumente zur Geschichte der Mathematik 6), S. 1–82
- Das Mathematische Institut der Universität Göttingen 1929–1950 (PDF-Datei, 4,4 MB) in Heinrich Becker, Hans-Joachim Dahms, Cornelia Wegeler (Eds.): Die Universität Göttingen unter dem Nationalsozialismus (2., erweiterte Ausgabe), K. G. Saur, München 1998, S. 523–551 (detailreicheres Typoskript von 1983 in einer Neufassung vom April 2000 online, PDF-Datei, 355 kB)
- com Alexander Reznikov (Eds.): Regulators in analysis, geometry and number theory, Birkhäuser, Basel 2000, ISBN 3-7643-4115-7 (Progress in Mathematics 171)
- com Catherine Goldstein, Joachim Schwermer (Eds.): The shaping of arithmetic after C. F. Gauss’s Disquisitiones Arithmeticae. Springer-Verlag, Berlin 2007, ISBN 978-3-540-20441-1